# Iamamiwhoami
iamamiwhoami es un proyecto de música electrónica y arte audiovisual, liderado por la cantante sueca Jonna Lee y coproducido por Claes Björklund. El primer clip fue subido el 4 de diciembre de 2009, y se envió a una serie de periodistas musicales y blogueros.
El proyecto consiste en tres discos de estudio que suman veintinueve videoclips musicales y dos conciertos en falso directo. Las canciones del primer disco fueron interpretadas en un concierto en línea del 16 de noviembre de 2010, que permitió que los fanes escogieran a un representante para que acudiera a la actuación. A las 12:15 CET «In Concert» fue retransmitido vía web; 4 horas más tarde fue eliminado. El segundo concierto, fue transmitido vía streaming desde towhomitmayconcern.cc el 29 de abril de 2015. El uso de series de números y letras junto a elaborados trailers, establecieron la base del proyecto en el que la música consiste en la banda sonora de los enigmas visuales. 
Cada álbum audiovisual cuenta una historia, y todos juntos cuentan la evolución de IAMAMIWHOAMI. Las series de letras son los equivalentes a un álbum de estudio con sus correspondientes singles (a la venta en iTunes y Amazon.com, los temas usan la frase «To Whom It May Concern», ‘A quién le corresponda’. Ganaron el Grammy 2011 a artista «Innovador del Año» (Årets Innovatör) y fueron nominados en los MTV O Music Awards 2011 en la categoría de «Artista innovador» perdiendo frente a Lady Gaga. El 1 de junio de 2011, iamamiwhoami confirmó que acudiría el 11 de agosto al Way Out West Festival en Gothenburg, Suecia. Han firmado con D.E.F. Management, a la que pertenecen artistas como Moby, Kleerup, Fever Ray y Robyn.

## Álbum de estudio
El 1 de febrero de 2012 el canal de YouTube subió un video titulado "kin 20120611", coincidiendo con el aniversario del primer vídeo. Rápidamente se especuló sobre el título del vídeo, que hacía referencia a la fecha 11 de junio de 2012. Se reveló que era la fecha en la que iamamiwhoami lanzaría su primer disco de estudio, titulado "kin".
El primer capítulo, "Sever", fue lanzado el 15 de febrero en YouTube y puesto a la venta digitalmente al día siguiente. Los siguientes sencillos han sido lanzados con dos semanas de diferencia. El álbum tiene 9 canciones.

## Sencillos

### bounty
- b - Lanzamiento: 14 de marzo de 2010.

- o - Lanzamiento: 12 de abril de 2010.

- u-1 - Lanzamiento: 3 de mayo de 2010

- u-2 - Lanzamiento: 7 de mayo de 2010.

- n - Lanzamiento: 2 de junio de 2010.

- t - Lanzamiento: 30 de junio de 2010.

- y - Lanzamiento: 4 de agosto de 2010.

- ; john - Lanzamiento: 15 de mayo de 2011.

- clump - Lanzamiento: 31 de julio de 2011.

### kin
- sever - Lanzamiento: 14 de febrero de 2012.

- drops - Lanzamiento: 28 de febrero de 2012.

- good worker - Lanzamiento: 13 de marzo de 2012.

- play - Lanzamiento: 27 de marzo de 2012.

- in due order - Lanzamiento: 10 de abril de 2012.

- idle talk - Lanzamiento: 24 de abril de 2012.

- rascal - Lanzamiento: 12 de mayo de 2012.

- kill - Lanzamiento: 23 de mayo de 2012.

- goods - Lanzamiento: 5 de junio de 2012.

### BLUE
- fountain - Lanzamiento: 22 de enero de 2014

- hunting for pearls - Lanzamiento: 26 de febrero de 2014

- vista - Lanzamiento: 28 de abril de 2014

- tap your glass - Lanzamiento: 4 de agosto de 2014

- blue blue - Lanzamiento: 5 de septiembre de 2014

- thin - Lanzamiento: 2 de octubre de 2014

- chasing kites - Lanzamiento: 2 de octubre de 2014

- ripple - Lanzamiento: 18 de noviembre de 2014

- the last dancer - Lanzamiento: 4 de diciembre de 2014

- shadowshow - Lanzamiento: 22 de diciembre de 2014
- dive - Lanzamiento: 17 de febrero de 2015 (canción exclusiva).

### Canciones Exclusivas
- dive

El 10 de noviembre de 2014, junto con la apertura de "The Blue Island" o "Isla Azul" comunidad exclusiva y de entrada paga del proyecto sueco, iamamiwhoami estrena "dive" la undécima canción de la era Blue, un sencillo exclusivo solo para "isleños", cuyo vídeo no vería la luz hasta el 17 de febrero de 2015 junto con la salida de "Blue Film" (la película sin cortes "Blue") dive fue incluido como un capítulo extra y exclusivo de la película, no mostrando correlación visual o histórica aparente con el resto de la serie, posteriormente al lanzamiento de la película, la canción fue puesta en venta al público en general, a través de su tienda oficial.
- the deadlock

Anunciada durante la transmisión de “Concert in Blue” el 25 de abril de 2015, the deadlock es la canción estrella de tal evento, no perteneciendo a ningún álbum en concreto lanzado hasta ese momento, durante la transmisión del mismo, en pleno apogeo, to whom it may concern dio a conocer el nombre de la canción a través de sus redes sociales mientras esta era cantada en vivo por Jonna Lee, posteriormente la canción fue incluida en el tracklist del disco oficial del concierto que sería lanzado junto a su película el 2 de septiembre de ese mismo año, también, llegándose a vender por separado.

## Álbumes (En vivo)
Concert in Blue;
Con un total de 15 canciones Concert in Blue se convierte en el primer álbum en vivo lanzado de manera oficial por iamamiwhoami, el álbum contiene un performance en vivo de todas las canciones lanzadas en su álbum estudio "Blue", contando además con algunas canciones ligeramente modificadas, correspondientes a álbumes anteriores como "bounty" (t, y) y "kin" (play, goods), también cuenta con the deadlock la canción exclusiva del evento, dada a conocer por primera vez durante su transmisión en vivo, el 25 de abril de 2015, posterior al evento el álbum fue puesto para su venta física y digital, con fecha de lanzamiento, para el 2 de septiembre de ese mismo año.
tracklist:
- vista
- thin
- t
- hunting for pearls
- fountain
- play
- tap your glass
- the deadlock
- chasing kites
- y
- the last dancer
- ripple
- blue blue
- shadowshow
- goods